# Братська могила радянських воїнів (Кошаринці)
Братські могили радянських воїнів у с. Кошаринці Барського району Вінницької області — пам'ятний знак на честь воїнів-визволителів та загиблих воїнів-земляків в 1941—1945 рр.

## Історія
Братські могили радянських воїнів 1941—1944 рр., знаходиться в центральній частина села біля сільради. В одній із братських могил поховані два воїни: молодший сержант І. В. Нагорний (1919—1941 рр.), який загинув в оборонних боях за село у червні 1941 року та старшина М. П. Матвєєв (1915—1944 рр.), що брав участь у боях за звільнення села від фашистів і помер від тяжких ран у березні 1944 року.
У могилі зліва поховано місцевого жителя Дмитра Никитовича Асафатова, який загинув у боях під селом Герасимівка Городенківського району Івано- Франківської області. У 1961 році за дозволами Барського та Городенківського РВК, родина бійця перевезла останки Асафатова Д. Н. в рідне село. Разом із ним перевезли й останки радянського воїна, прізвище якого залишається невідомим. Воїни були захоронені разом на громадському кладовищі села Герасимівка. До перепоховання останків Асафатова Д. Н. та невідомого радянського воїна в центрі села біля пам'ятного знаку на честь воїнів-земляків, воїни Матвєєв М. П. та Нагорний І. В. були поховані в окремих одиночних могилах на сільському кладовищі. Після перенесення останків земляка Д. Н. Асафатова та радянського солдата останки воїнів М. П. Матвєєва та І. В. Нагороного жителі села теж перезахоронили в центр села до пам'ятного знаку на честь воїнів-земляків, полеглих у Великій Вітчизняній війні 1941—1945 рр. (поховання справа).
Зліва біля підніжжя пам'ятного знака наявне ще одне поховання. За свідченнями старожителів села, тут поховані останки невідомих воїнів-визволителів, які загинули в кривавих боях за остаточне визволення території району в кінці березня 1944 року. Люди зносили останки в повоєні роки з приватних садиб, полів, яріd, зі шляху Бар-Копайгород, де в 1944 році точилися важкі бої. Прізвища та кількість похованих у даній могилі встановити не вдалося.
У 1952 році на могилах воїнів, що знаходилися на сільському кладовищі, було встановлено металевий обеліск, після перепоховання їх у центрі села в 1968 році обеліск замінили на пам'ятний знак — залізобетону скульптуру колінноуклінного воїна висотою 3 метра. Зліва та справа скульптури споруджено дві бетонні стели розміром — 4х2метри, на яких викарбувано прізвища 169-и воїнів-земляків, полеглих на різних фронтах Великої Вітчизняної війни в 1941—1945 рр.
У 2008 році поряд із могилою М. П. Матвєєва та І. В. Нагорного встановлено пам'ятний знак жертвам політичних репресій, голодоморів та фашизму у вигляді дерев'яного хреста з меморіальним написом. Пам'ятні знаки та братські поховання займають територію 10х20 метрів.

## Персоналії
- Нагорний І. В.
- Матвєєв М. П.
- Асафатов Д. Н.

## Додаток
Меморіальні тексти на братських похованнях відсутні, поховання упорядковані.
Меморіальний текст на хресті: «Хрест встановлено в пам'ять жертв голодоморів, політичних репресій та фашизму».